# Radzovce
Radzovce, dříve (do roku 1948) Raďovce (maďarsky Ragyolc) jsou obec na Slovensku, v okrese Lučenec v Banskobystrickém kraji. 
Žije zde přibližně 1 600 obyvatel. V roce 2001 se 72 % obyvatel hlásilo k maďarské národnosti..

## Partnerská obec
- Varsány, Maďarsko